# Tatlatui Range
Tatlatui Range är ett berg i Kanada.   Det ligger i provinsen British Columbia, i den centrala delen av landet, 3 700 km väster om huvudstaden Ottawa. Toppen på Tatlatui Range är 2 385 meter över havet.
Terrängen runt Tatlatui Range är huvudsakligen kuperad. Tatlatui Range är den högsta punkten i trakten. Trakten runt Tatlatui Range är nära nog obefolkad, med mindre än två invånare per kvadratkilometer.. Det finns inga samhällen i närheten. 
Trakten runt Tatlatui Range består i huvudsak av gräsmarker.